# Pic d'Olan
Il pic d'Olan (3.564 m s.l.m. - detto anche più semplicemente L'Olan) è una montagna del massiccio des Écrins nelle Alpi del Delfinato.

## Caratteristiche

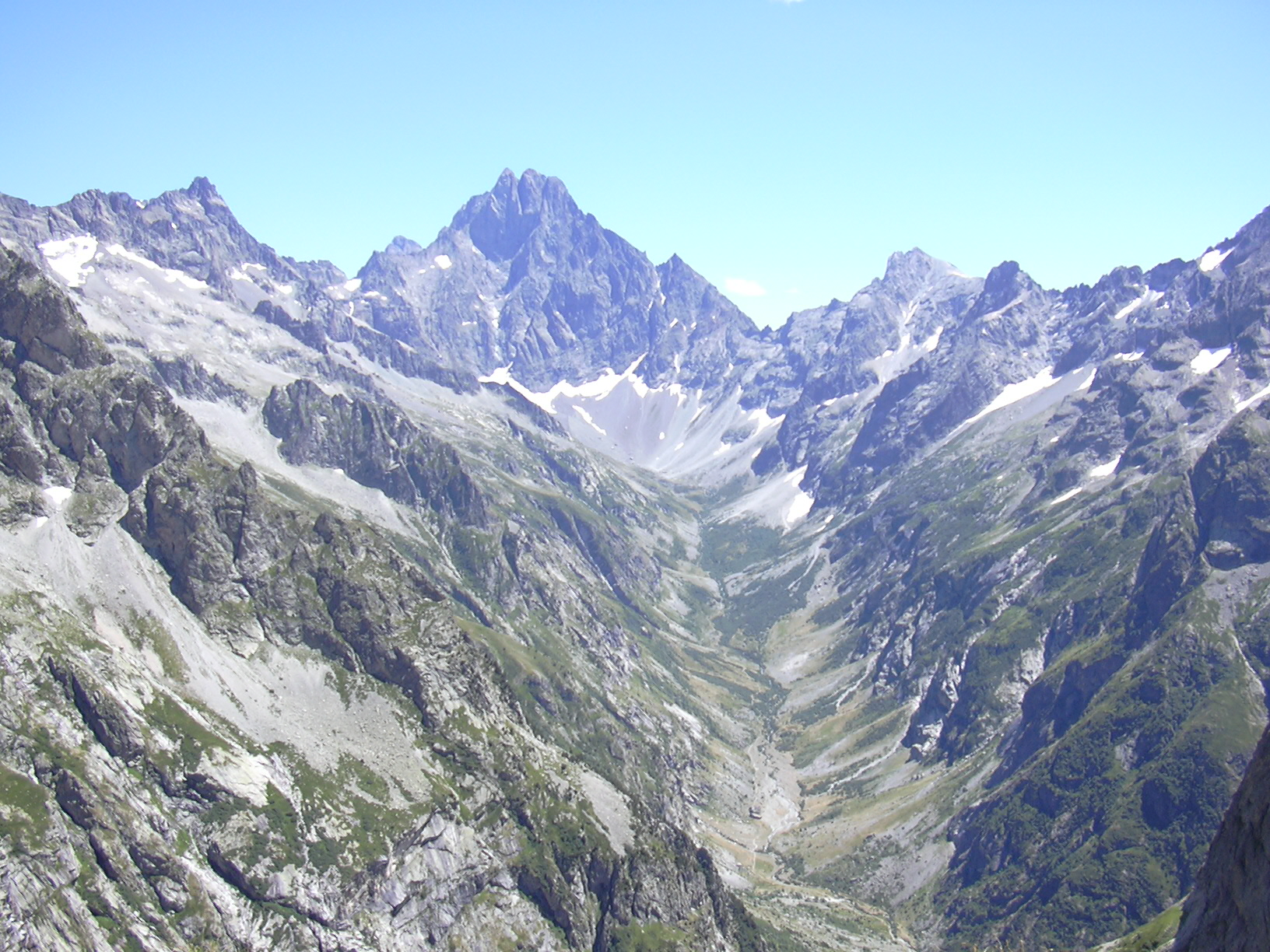
Vista del monte.

Si situa a cavallo dei comuni di Valjouffrey e Saint-Christophe-en-Oisans nel dipartimento dell'Isère e di La Chapelle-en-Valgaudémar nelle Alte Alpi.
Si trova al centro del Parco nazionale des Écrins.
Con le sue pareti si sono cimentati grandi alpinisti come René Desmaison, Jean Couzy, Giusto Gervasutti e Lucien Devies, così come J.-M. Cambon et B. Francou.
La montagna è servita dal Refuge de l'Olan e dal Refuge de Font Turbat.
Come curiosità, nel 1987 due aerei supersonici militari si sono schiantati sulla parete.

## Salita alla vetta
La salita alla cima non è banale e comporta anche per gli itinerari più facili una lunga arrampicata di roccia fino al 3º grado, su creste aeree che dominano la parete Nord-Ovest, alta più di 1.000 metri.

## Punti di appoggio
- Refuge de Font Turbat (2.194 m)